# Xã Prairie, Quận Pettis, Missouri
Xã Prairie (tiếng Anh: Prairie Township) là một xã thuộc quận Pettis, tiểu bang Missouri, Hoa Kỳ. Năm 2010, dân số của xã này là 2.500 người.